# Kubianka talerzykowata

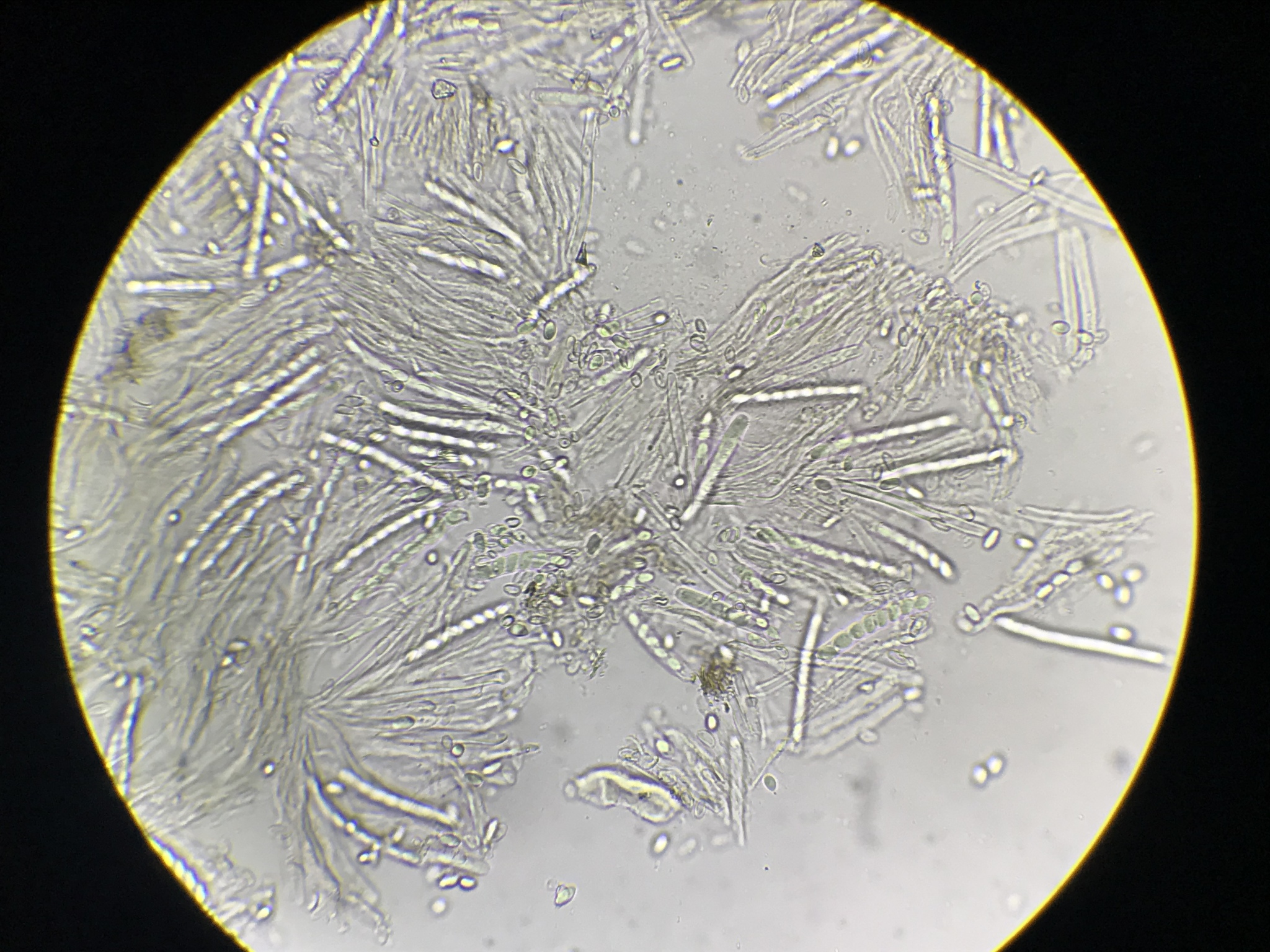
Worki z zarodnikami

Kubianka talerzykowata (Ciboria batschiana (Zopf) N.F. Buchw.) – gatunek grzybów z rodziny Sclerotiniaceae.

## Systematyka i nazewnictwo
Pozycja w klasyfikacji według Index Fungorum: Ciboria, Sclerotiniaceae, Helotiales, Leotiomycetidae, Leotiomycetes, Pezizomycotina, Ascomycota, Fungi.
Po raz pierwszy takson ten zdiagnozował w 1880 r. Friedrich Wilhelm Zopf nadając mu nazwę Sclerotinia batschiana. Obecną, uznaną przez Index Fungorum nazwę nadał mu w 1947 r. Niels Fabritius Buchwald, przenosząc go do rodzaju Ciboria.
Synonimy naukowe:
- Ciboria pseudotuberosa Rehm 1870
- Hymenoscyphus pseudotuberosa (Rehm) W. Phillips 1887
- Sclerotinia batschiana Zopf, in Sydow 1880
- Sclerotinia pseudotuberosa (Rehm) Rehm 1885
- Stromatinia pseudotuberosa (Rehm) Boud. 1907

Nazwa polska według opracowania A. Chmiel.

## Morfologia
Owocnik za młodu talerzykowaty, szybko rozpościera się płasko, do 1,5 cm szerokości. Jest ciemnoszarobrązowy, gładki od strony wewnętrznej. Trzon przeważnie krótki (1 cm lub więcej), mocno zagłębiony w podłożu, wygięty, czarny i rozszerzony u szczytu.

## Występowanie i siedlisko
W Polsce jest dość rzadki.
Czasem w dużych skupieniach, wyłącznie na starych żołędziach, które grzyb mumifikuje na czarne bryłki. Wywołuje chorobę o nazwie mumifikacja żołędzi.

## Gatunki podobne
Prószyczka mocna (Rustroemia firma) jest podobna, ale zwykle wyrasta na opadłych gałązkach dębowych. Na wiosnę można znaleźć sklerotkę bulwiastą (Sclerotinia tuberosa) o owocnikach kasztanowatobrązowych, za młodu pucharkowatych, później płasko rozpostartych o średnicy do 2 cm. Wyrasta tylko z przetrwalników na korzeniach zawilca gajowego połączona z nimi trzonkiem do 10 cm długim. Opanowany przez grzyb zawilec nie ginie, ale już nie kwitnie. Znane są jeszcze inne gatunki o podobnym zabarwieniu i równie długim trzonie. Dla ich oznaczenia niezbędna jest znajomość podłoża, na którym się rozwijają.